# Benutzungszwang
Der Benutzungszwang besagt im Markenrecht, dass der Markenschutz verfällt, wenn eine Marke fünf Jahre nicht vom Markeninhaber benutzt worden ist. Unter Benutzung versteht man die ernsthafte Benutzung der Marke in den eingetragenen Waren- und Dienstleistungsklassen. 
Wird dem Benutzungszwang nicht nachgekommen, können Dritte die Löschung der Marke verlangen.
Gesetzlich geregelt ist der Benutzungszwang ab § 25 MarkenG.